# Cawdor Parish Church

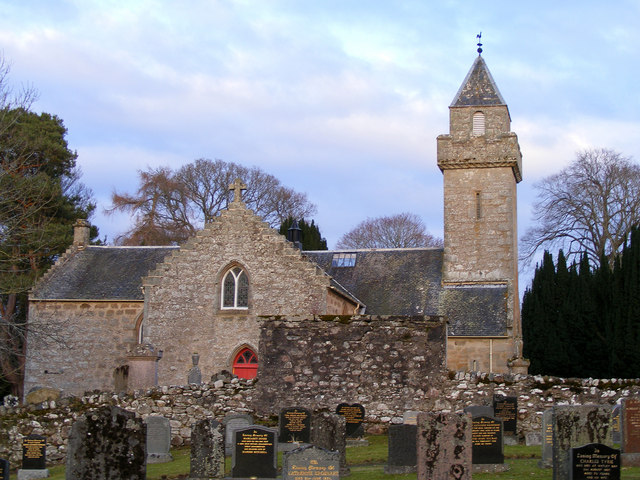
Cawdor Parish Church

Die Cawdor Parish Church ist eine Pfarrkirche der presbyterianischen Church of Scotland in der schottischen Ortschaft Cawdor in der Council Area Highland. 1971 wurde das Bauwerk in die schottischen Denkmallisten in der höchsten Denkmalkategorie A aufgenommen.

## Geschichte
Das Kirchspiel Cawdor besaß zu Beginn des 17. Jahrhunderts eine Pfarrkirche, die für viele Einwohner ungünstig gelegen war. Der Überlieferung zufolge soll das Schiff John Campbells, 12. Thane of Cawdor 1619 auf der Rückreise von der Hebrideninsel Islay in einen schweren Sturm geraten sein. Um sein Leben bangend, versprach er die Errichtung einer günstiger gelegenen Pfarrkirche, sollte er seine Heimat erreichen. Nach seiner Rückkehr nach Cawdor beauftragte Campbell die Errichtung der Cawdor Parish Church. Das ursprüngliche Gebäude wies einen T-förmigen Grundriss auf, wurde jedoch bei der Überarbeitung und Erweiterung zu Beginn der 1830er Jahre zur heutigen Kreuzform erweitert. Abermals wurde die Cawdor Parish Church 1903 renoviert. 2009 wählte Mark Owen die Kirche als Ort seiner Hochzeit.

## Beschreibung
Die Cawdor Parish Church steht am Westrand der Ortschaft. Das Mauerwerk der Kreuzkirche besteht aus grob zu Quadern behauenem Bruchstein und ist teils mit Harl verputzt. Öffnungen sind mit Naturstein abgesetzt. Oberhalb des spitzbogigen Hauptportals mit schlichter Bekrönung ist ein Spitzbogenfenster mit schlichtem Maßwerk eingelassen. Es entspricht in seiner Ausführung weiteren Fenstern entlang des Kirchenkörpers. Weitere Spitzbogenportale entstammen der Überarbeitung in den 1830er Jahren. Am Südgiebel erhebt sich der Glockenturm, der mit einem größeren Maßwerk, Schlitzfenstern, auskragender Zinnenbewehrung und Pyramidendach ausgeführt ist. Die Dächer sind mit Schiefer eingedeckt. Die Satteldächer des Hauptkörpers sind mit Staffelgiebel und giebelständigen Steinkreuzen gestaltet.